# Kolonia Seredzice
Kolonia Seredzice (łac. Wscheradzice) – wieś w woj. mazowieckim, pow. radomskim, gm. Iłża.
Wieś jest siedzibą sołectwa o tej samej nazwie. Miejscowość położona jest w środkowo-wschodniej części kraju, na Przedgórzu Iłżeckim, w Małopolsce, nad Iłżanką.

## Nazwa miejscowości
Nazwa wsi jest połączeniem wyrazów Kolonia, mówiącym o dawnym statusie prawnym osady oraz Seredzice, informującym o pierwotnej przynależności gruntów, na których powstała miejscowość.
Nazwa Seredzice pochodzi od imienia Wszerad i pierwotnie brzmiała Wszeradzice. Z biegiem lat ewoluowała do dzisiejszej formy.

## Położenie
Kolonia Seredzice leży w górnym biegu Iłżanki, na Przedgórzu Iłżeckim. Miejscowość leży po lewej stronie rzeki, w obrębie sołectwa znajduje się około 3 km jej długości, w tym jej rozległe rozlewiska.
Przy granicy Kolonii Seredzic z wsią Starosiedlice znajduje się jedno z najwyższych wzniesień Przedgórza Iłżeckiego (244 m).

## Historia
Wieś prawdopodobnie powstała pod koniec XIX w. na gruntach wsi Seredzice Bliższe. Pierwsza oficjalna wzmianka o miejscowości znajduje się na mapie WIG z 1938 r., gdzie wieś nosi nazwę Seredzice Dworskie.
Po II wojnie światowej miejscowość zaczęła nosić nazwę Kolonii Seredzic i rozrastać się. W 1952 r. była jedną z 11 gromad gminy Błaziny. W 1954 roku razem z wsią Seredzice utworzyła Gromadę Seredzice. Następnie w 1973 r. weszła w skład gminy Iłża.
Z najnowszej historii wsi należy nadmienić m.in. budowę farmy wiatrowej Iłża II w 2013 r., z której 4 turbiny wiatrowe znalazły się na terenie Kolonii Seredzice.

## Demografia
Miejscowość liczy ponad 80 domów i liczy nieco ponad 350 mieszkańców.
Statystyka:

## Administracja

### Części wsi
| SIMC    | Nazwa        | Rodzaj     |
| ------- | ------------ | ---------- |
| 0622799 | Nad Jeziorem | przysiółek |
| 0622776 | Wygoda       | przysiółek |

### Podział administracyjny
Kolonia Seredzice w swojej historii często zmieniała przynależność administracyjną.
| Lata           | Przynależność administracyjna                    |
| -------------- | ------------------------------------------------ |
| 1999 - obecnie | woj. mazowieckie, pow. radomski, gm. Iłża        |
| 1975 - 1998    | woj. radomskie, gm. Iłża                         |
| 1973–1975      | woj. kieleckie, pow. starachowicki, gm. Iłża     |
| 1959–1973      | woj. kieleckie, pow. iłżecki, grom. Błaziny      |
| 1954–1959      | woj. kieleckie, pow. iłżecki, grom. Seredzice    |
| 1945–1954      | woj. kieleckie, pow. iłżecki, gm. Błaziny        |
| 1939–1945      | dystr. radomski, pow. starachowicki, gm. Błaziny |
| 1919–1939      | woj. kieleckie, pow. iłżecki, gm. Błaziny        |

## Komunikacja

### Drogi
Na terenie miejscowości znajdują się zarówno drogi gminne jak i powiatowe. Jedyną drogą powiatową jest prowadząca z Iłży do Seredzic.

### Komunikacja autobusowa
Na terenie wsi znajdują się 2 przystanki autobusowe obsługiwane przez PKS Starachowice.

## Religia
Cały teren wsi znajduje się w granicach rzymskokatolickiej parafii pw. Wniebowzięcia NMP w Iłży. Większość mieszkańców jest wyznania rzymskokatolickiego.

## Turystyka

### Zabytki
Na terenie miejscowości znajdują się dwie budowle, którą są o wiele starsze od reszty zabudowy. Są to:
- kapliczka św. Antoniego - zbudowana w XIX w. według legendy została wystawiona na miejscu nieodbytego pojedynku na znak pojednania[13];
- młyn wodny - zbudowany w 1932 roku nad Iłżanką, niegdyś napędzany siłą wody, dziś elektryczny[14];

### Szlaki rowerowe
W Kolonii Seredzice krzyżuje się wiele szlaków rowerowych Związku Gmin “Nad Iłżanką”
- Szlak niebieski  Siekierka Nowa - Tymienica - Ciepielów - Kazanów - Wólka Gonciarska - Jedlanka Stara - Iłża - Kolonia Seredzice - Seredzice - Trębowiec
- Szlak zielony  Iłża - Kolonia Seredzice - Jasieniec Iłżecki Nowy - Jasieniec-Maziarze - Marcule - Rybiczyzna - Podkońce - Prędocin - Chwałowice - Jedlanka Stara - Krzyżanowice - Gaworzyna
- Szlak czarny  Kolonia Seredzice - Błaziny Dolne - Koszary - Piotrowe Pole

## Osoby związane z Kolonią Seredzicami
Antoni Połowniak (ur. 10 czerwca 1928 w Kolonii Seredzicach) – polski polityk, poseł na Sejm PRL VII i VIII kadencji, w latach 1973–1975 wojewoda kielecki, od 1980 do 1981 członek Komitetu Centralnego PZPR.